# Jean-Yves Blondeau
Jean-Yves Blondeau, también conocido como "Rollerman" (Aix-les-Bains, 1 de junio de 1970), es un diseñador francés, más conocido por haber inventado el traje rodante o Buggy Rollin de 31 ruedas.

## Biografía
Jean-Yves Blondeau nació en 1970 en Aix-les-Bains, Saboya, Francia a Paul Blondeau y Blondeau Micheline. Tiene cuatro hermanos y una hermana.

## Buggy Rollin
Jean-Yves Blondeau es el inventor del traje rodante de 31 ruedas (también conocido como el traje rueda, rollertraje o Buggy Rollin). Este traje presenta una serie de rodillos (similares a los encontrados en rollerblades) en la mayoría de las articulaciones principales, el torso, y la espalda. El usuario puede montar en una variedad de posiciones (posición vertical, prono, supino, sobre todo cuatro patas, etc) a velocidades de hasta 70 mph (116 km / h) en la cuesta abajo. Ha aparecido en programas de televisión en varios países de todos los continentes. Las ruedas del traje rodante puede usar sobre cualquier superficie adecuada para patines.
Construyó el traje rodante como parte de su proyecto de graduación en la escuela de diseño industrial École nationale supérieure des arts appliqués et des métiers d'art (también conocida como Olivier de Serres) en París. El tema de estudio o consiga era: "sistemas que pongan de relieve las sensaciones causadas por el desplazamiento del centro de gravedad humana en relación con los puntos de apoyo con el fin de mover en el espacio". La fase de investigación duró 6 meses, seguida de 1 mes de síntesis y de 2 meses para producir el prototipo. Luego siguió un año de la escritura de la patente en secreto, finalmente publicada en junio de 1995.
Desde entonces, se crearon seis generaciones de rollertrajes. Estos incluyen variaciones de la rodillera más básica con rodillos a más sofisticadas llamadas "Super mujer biónica rodante" (SURBO). Los prototipos se han convertido en máquinas más seguras, más cómodas y más fáciles que se pueden adaptar a todas las diferentes morfologías.
Dos de sus trajes se pueden ver parcialmente en una pequeña escena de los créditos finales de la película de 2008 de Jim Carrey Yes Man. Otros dos trajes aparecieron en un comercial de Mennen filmado en Sudáfrica y destinado a su distribución en América del Sur de 2010. También apareció en un comercial de Megapass, un servicio de telecomunicaciones de banda ancha en Corea del Sur. En 2011, participó en el programa de televisión de Stan Lee Súper Humanos.[cita requerida]